# Lapa do Caboclo
Lapa do Caboclo é um sítio arqueológico situado no município de Januária, no norte do estado de Minas Gerais, Brasil. A caverna abriga vestígios de ocupações humanas pré-históricas datadas do Holoceno, incluindo sepultamentos, materiais cerâmicos e líticos.
As escavações na Lapa do Caboclo revelaram importantes informações sobre a adaptação de grupos humanos ao ambiente do Médio São Francisco, destacando-se a presença de estruturas funerárias e indícios de atividades domésticas.

## Importância
O sítio é relevante para a arqueologia brasileira por oferecer um registro contínuo de ocupação humana em abrigos rochosos, servindo de base para estudos sobre mobilidade, alimentação e práticas funerárias de grupos pré-históricos da região.